# Ala Husajn Ali
Ala Husajn Ali Chafadżi al-Dżabir,  arab. علاء حسين علي خفاجي الجابر (ur. w 1948) – premier Republiki Kuwejtu (1990), a następnie wicepremier Iraku.

## Życiorys
Dorastał w Kuwejcie. Studiował w Bagdadzie w Iraku, gdzie został członkiem rządzącej panarabskiej partii Baas. Po zakończeniu studiów powrócił do kraju, gdzie w lokalnej armii służył w stopniu porucznika. Przed agresją Iraku na Kuwejt trafił do Iraku, gdzie został awansowany do stopnia pułkownika i postawiony na czele rządu tymczasowego. Po zajęciu kraju przez iracką armię i dokonaniu wojskowego puczu został premierem, głową państwa (Ra’is al-Wuzara), dowódcą naczelnym armii, ministrem obrony i ministrem spraw wewnętrznych. Już tydzień później Kuwejt został włączony do Iraku, a sam Husajn Ali został wicepremierem Iraku. Po operacji Pustynna Burza uciekł (pod fałszywym nazwiskiem) przez Turcję do Norwegii. W 1993 roku został skazany zaocznie na śmierć przez powieszenie za zdradę przez rząd Kuwejtu. W styczniu 2000 roku powrócił do Kuwejtu próbując odwołać się od wyroku. Sąd podtrzymał wyrok 3 maja 2000 roku, a w marcu 2001 roku zmienił wyrok na dożywotnią karę więzienia.